# Schah-i Maschhad

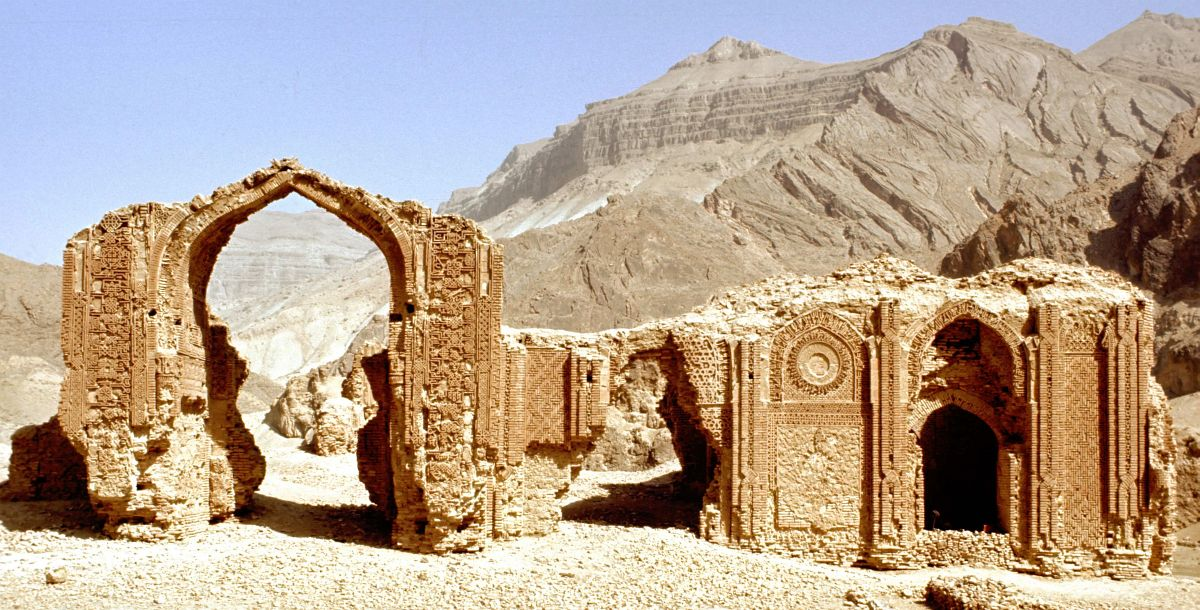
Östlicher Teil der Südfassade

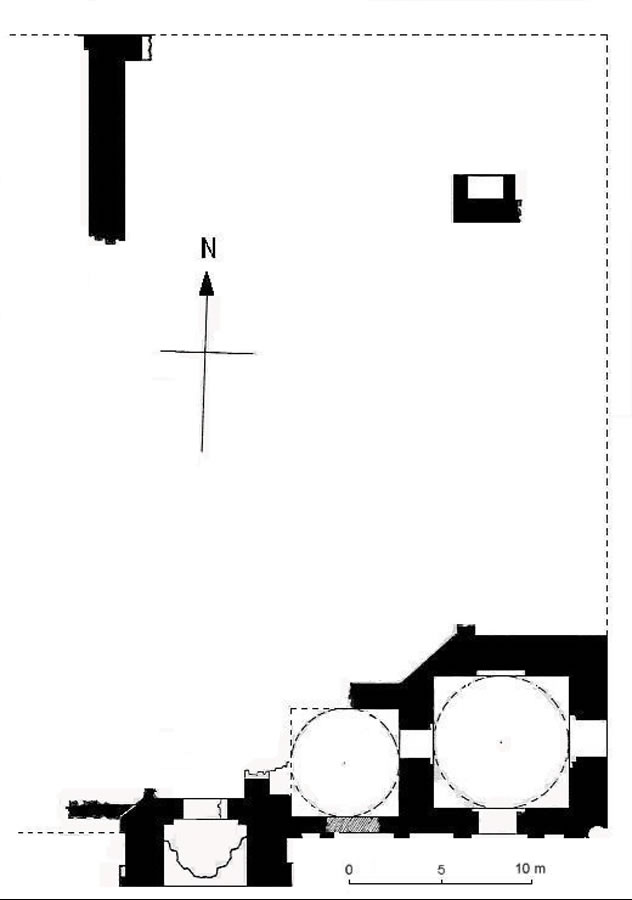
Plan der Madrasa

Shah-e Mashhad, auch Shah-i Mashhad, deutsche Umschrift Schah-i Maschhad, war die Ruine einer ghuridischen Madrasa aus dem 12. Jahrhundert in der afghanischen Provinz Badghis. Sie lag am linken Ufer des Flusses Murgab. Eine Inschrift besagt, dass der Bau im Jahr 571 AH (1175/76 n. Chr.) von einer Frau gestiftet wurde. Der Name dieser Frau ist nicht überliefert. Die Madrasa kann als ein Höhepunkt ghuridischer Architektur gelten.
Der Bau aus gebrannten Ziegeln war mit 44,2 × 44,0 Metern etwa quadratisch, jedoch waren bis in die 1970er Jahre nur noch größere Teile der Südseite erhalten, die ausgesprochen reich mit Bauornamentik und Inschriften dekoriert sind. Hier fanden sich die Reste eines Eingangsiwans, der 1972 noch einen Spitzbogen besaß. Daneben gab es zwei Räume, die jeweils mit einer Kuppel überdeckt waren. An der Nordseite waren Mauern erhalten, die vielleicht auch von einem Iwan stammen, womit der Bau vier Iwane um einen Innenhof gehabt hätte. Da nie Ausgrabungen stattfanden, kann dies nicht belegt werden. Die Fassade ist mit einem reichen Terrakottarelief dekoriert, das ornamentale Inschriften trägt. Insgesamt konnten 15 Inschriften dokumentiert werden, von denen zehn Kufisch, drei Naschī und zwei Thuluthisch sind.
Beim Krieg der Sowjetunion in Afghanistan wurde die Ruine Mitte der 1980er Jahre völlig zerstört.